# روبن مورغان
روبن مورغان (بالإنجليزية: Robin Morgan)‏ مواليد 29 يناير 1941 في فلوريدا، الولايات المتحدة، هي شاعرة ومؤلفة وناشطة في مجال المجتمع المدني. منذ أوائل 1960 كانت عضو رئيسي في الحركة النسوية، وقيادية في الحركة النسائية الدولية.
خلال الستينيات، شاركت مورغان في حركات الحقوق المدنية والحركات المناهضة لحرب فيتنام. في أواخر الستينيات، كانت عضوةً مؤسسة في المنظمات النسوية الراديكالية مثل منظمة نساء نيويورك الراديكاليات ومنظمة مؤامرة النساء العالمية الإرهابية من الجحيم W.I.T.C.H. أسست أو شاركت في تأسيس شبكة صحة المرأة النسوية، وشبكة الملجئ الوطني للنساء اللاتي تعرضن للعنف، وإعلام المرأة، والشبكة الوطنية لمراكز أزمات الاغتصاب، ونقابة الكاتبات النسويات، ومجلس السياسة الخارجية للمرأة، والمتحف الوطني للنساء في الفنون، ومعهد الأختية عالمية، وموقع الأخت العالمية، وشبكة راديو غرينستون النسائية. كما شاركت في تأسيس مركز الإعلام النسائي مع الناشطة غلوريا شتاينم والممثلة/الناشطة جين فوندا. في عام 2018، تم إدراجها في قائمة بي بي سي لأكثر 100 تأثيراً في العالم.

## حياتها المهنية كممثلة طفلة
نظراً لظروف ميلادها، ادعت والدتها أنّها وُلدت بعد عام تاريخ ميلادها الفعلي، وطوال حياتها المهنية كممثلة طفلة، كان تعتقد هي وغيرها أنها أصغر بسنة من عمرها.
أثناء طفولتها، بدأت والدتها، فيث، وشقيقة أمها سالي، بتحضيرها لتصبح طفلةً عارضة. في سن الخامسة، في حين كان يُعتقد أنها في الرابعة من عمرها، حصلت على برنامجها الخاص، بعنوان روبن مورغان الصغيرة، على محطة إذاعة نيويورك WOR. كما كانت تظهر بانتظام على النسخة الإذاعية لبرنامج لجنة التحكيم الطفولية Juvenile Jury. انطلقت مسيرتها التمثيلية عندما كانت في الثامنة من عمرها وبدأت تظهر في المسلسل التلفزيوني ماما، في دور داغر هانسن، الشقيقة الصغرى في العائلة المصورة في المسلسل. تم عرض البرنامج لأول مرة على شبكة CBS في عام 1949، من بطولة بيغي وود، وحقق نجاحاً كبيراً.
خلال العصر الذهبي للتلفزيون، لعبت مورغان دور البطولة في برامج تلفزيونية خاصة مثل Kiss and Tell وAlice in Wonderland، وظهرت كضيفة برامج تلفزيونية مثل Omnibus وSuspense وDanger وHallmark Hall of Fame وRobert Montgomery Presents وTales of Tomorrow وKraft Theatre. عملت مع عدة مخرجين مثل سيدني لوميت، وجون فرانكينهايمر، ورالف نيلسون؛ وكُتّاب مثل بادي شايفسكي ورود سيرلينج؛ وعملت إلى جانب ممثلين مثل بوريس كارلوف، وروزاليند راسل، وبيل «بوجانجيلس» روبنسون، وكليف روبرتسون.
بما أنّها أرادت أن تمتهن الكتابةً بدلاً من التمثيل منذ أن كانت في الرابعة من عمرها، كافحت مورغان جهود والدتها لإبقائها في مجال العروض التلفزيونية، وتركت فريق تمثيل برنامج ماما في سن الرابعة عشرة.

## حياتها المهنية كبالغة
مع دخولها مرحلة البلوغ، واصلت روبن مورغان تعليمها كطالب غير ملتحقة في جامعة كولومبيا. بدأت العمل كسكرتيرة في وكالة كورتيس براون الأدبية، حيث التحقت وعملت مع كتاب مثل الشاعر دبليو.أتش أودن في أوائل الستينيات. كانت قد بدأت بالفعل في نشر شعرها (جمعت لاحقاً في كتابها الأول للقصائد الشعرية، باسم وحش Monster، الذي نشر في عام 1972). على مدار العقود القادمة، إلى جانب نشاطها السياسي وكتابتها للنثر والقصص الخيالية، وإلقائها المحاضرات في الكليات والجامعات حول حقوق المرأة، واصلت مورغان كتابة ونشر الشعر.
في عام 1962، تزوجت مورغان من الشاعر كينيث بيتشفورد. أنجبت ابنها، بليك مورغان، في عام 1969. في ذلك الوقت، كانت تعمل كمحررة في شركة جروف برس وشاركت في محاولة توحيد نقابات صناعة النشر. عندما طردتها شركة غروف بإجراءاتٍ موجزة وغيرها من المتعاطفين مع الاتحاد، قادت عملية استيلاء واحتلال لمكاتبهم في ربيع عام 1970، احتجاجاً على خرق اتحاد النقابات، فضلاً عن المحاسبة غير الأمينة لعوائد الملكية الفكرية لبيتي شاباز، أرملة مالكولم إكس. تم إلقاء القبض على مورغان وثماني نساء أخريات في ذلك اليوم.
في منتصف السبعينيات، أصبحت مورغان محررة مساهمة لمجلة مس، وواصلت انتمائها للمجلة كمحررة بدوام جزئي أو كامل في العقود التالية. شغلت منصب رئيسة تحرير المجلة في الفترة من 1989 إلى 1994، وحولتها إلى نشرة دولية نصف شهرية ناجحة للغاية وخالية من الإعلانات، وحصلت على جوائز في كلٍ من الكتابة والتصميم وحصلت على إشادة كبيرة بين الصحفيين.
في عام 1979، عندما تم إنتاج وتوزيع مجموعة بطاقات الأخوات الخارقات التجارية، والتي ضمّت نساء شهيرات من السياسة والإعلام والترفيه والثقافة والرياضة وغيرها من مجالات الإنجاز النسائية، ظهر اسم وصورة مورغان على إحدى البطاقات. اليوم، فإنّ هذه البطاقات هي جزء من مجموعة متحف الفن الحديث ومكتبة جامعة أيوا.
في عام 2005، شاركت مورغان في تأسيس المنظمة الإعلامية النسائية التقدمية غير الربحية، والمركز الإعلامي للمرأة، مع الممثلة/الناشطة جين فوندا، والناشطة جلوريا شتاينم. بعد سبع سنوات، في عام 2012، بدأت برنامجاً إذاعياً أسبوعياً ومدونة صوتية، تحمل اسم «المركز الإعلامي النسائي WMC مباشرةً مع روبن مورغان.» يتم نشر البث في الولايات المتحدة، ويتم نشر المدونة الصوتية عبر الإنترنت على موقع WMCLive، وهي متوفرة على iTunes في 110 دولة. تم الإشادة بها من قبل موقع The Huffington Post باعتباره «راديو حديث ذكي» ويتضمن تعليقاً لمورغان حول الأخبار الحديثة، ومقابلات مع الناشطين، والسياسيين، والمؤلفين، والممثلين، والفنانين. [10]

### نشاطها
بحلول عام 1962، أصبح مورغان نشطةً في حزب اليسار المناهض للحرب، كما ساهمت بنشر مقالات وأشعار في مجلات يسارية وذات ثقافة مضادة مثل مجلة ليبيراشن، ورات، وون، وناشونال غارديان.
في الستينيات، أصبحت مورغان أكثر انخراطاً في حركات العدالة الاجتماعية، لا سيما حركات الحقوق المدنية والحركات المناهضة لحرب فيتنام. في أوائل عام 1967، كانت مورغان نشطة في حزب الشباب الدولي YIP (المعروف في وسائل الإعلام باسم «يبيز Yippies»)، مع آبي هوفمان وبول كراسنر. ومع ذلك، وصلت التوترات حول التمييز الجنسي داخل حزب الشباب الدولي (واليسار الجديد عموماً) إلى ذروتها عندما ازدادت مشاركة مورغان في حركات تحرير المرأة والحركة النسوية المعاصرة.
في عام 1967، أصبحت مورغان عضوةً مؤسسةً لمجموعة النساء الراديكاليات في نيويورك قصيرة الأجل. كانت مورغان المنظم الرئيسي في احتجاجهم الافتتاحي الذي جرى في سبتمبر 1968 على مسابقة ملكة جمال أمريكا في أتلانتيك سيتي. كتبت مورغان منشور مظاهرة ملكة جمال أمريكا بعنوان «لا مزيد من مسابقة ملكة جمال أمريكا!» وفي نفس العام شكلت منظمة مؤامرة النساء العالمية الإرهابية من الجحيم (W.I.T.C.H)، وهي مجموعة نسوية راديكالية تستخدم الشارع العام لنشر أفكارها وتسليط الضوء على مشكلة التحيز الجنسي. صممت مورغان الرمز العالمي للحركة النسائية - الرمز الأنثوي، دائرة مع صليبٍ تحتها، ترتكز داخل قبضةٍ مرفوعة. نسب قاموس أوكسفورد الإنجليزي أيضاً مصطلح «التاريخ النسوي herstory» لمورغان في كتاب الإنثولوجيا الخاص بها «الأختية قوة» الذي نُشر عام 1970.
باستخدام عائدات كتاب الأختية قوة، قامت مورغان بتأسيس أول مؤسسة مِنح نسوية في الولايات المتحدة: مؤسسة تمويل الأختية قوة The Sisterhood Is Powerful Fund، التي وفرت تمويلاً أساسياً للعديد من المجموعات النسائية المبكرة خلال السبعينيات والثمانينيات.
في عام 1977، أصبحت مورغان مساعدة في معهد المرأة لحرية الصحافة WIFP. والتي هي منظمة نشر أمريكية غير ربحية. تعمل المنظمة على زيادة التواصل بين النساء وربط الجمهور بأشكال الإعلام المرتكز على المرأة.
سافرت مورغان على نطاق واسع إلى جميع أنحاء الولايات المتحدة وحول العالم لتسليط الضوء على مشكلة التمييز الجنسي المنتشرة بين الثقافات. قابلت وأجرت حوارات مع العديد من الثائرات، مثل مقاتلات في الجيش الفلبيني، وناشطات برازيليات في الأحياء الفقيرة في مدينة ريو، ومُنظِمات في بلدات جنوب إفريقيا، وناشطات نسويات متخفيات في إيران. وقامت في عامي 1986 و1989 بقضاء أشهر في مخيمات اللاجئين الفلسطينيين في الأردن، ولبنان، ومصر، وسوريا، والضفة الغربية، وقطاع غزة، لعمل تقريرٍ عن أوضاع النساء. تحدثت مورغان أيضاً في الجامعات والمؤسسات في دولٍ في جميع أنحاء أوروبا، ومنطقة البحر الكاريبي، وأمريكا الوسطى، وكذلك في أستراليا، والبرازيل، والصين، وإندونيسيا، وإسرائيل، واليابان، ونيبال، ونيوزيلندا، ودول جزر المحيط الهادئ، والفلبين، وجنوب أفريقيا. 
على مر السنين، تلقت مورغان العديد من الجوائز لنشاطها في مجال حقوق المرأة. قامت مؤسسة الغالبية النسائية بإطلاق لقب «امرأة العام» على مورغان في عام 1990؛ حصلت على جائزة المرأة المحاربة تقديراً لجهودها في تعزيز التفاهم العنصري من المنظمة الوطنية للمرأة الآسيوية الأمريكية في عام 1992؛ وفي عام 2002 حصلت على جائزة إنجاز مدى الحياة في حقوق الإنسان من مؤسسة المساواة الآن Equality Now، وفي عام 2003 منحتها الصحافة النسوية جائزة «فيمي Femmy» تقديراً لـ «خدمتها للأدب.» كما حصلت على جائزة المرأة الشجاعة الإنسانية Humanist Heroine  من الرابطة الإنسانية الأمريكية في عام 2007.

### عملها كمدرسة جامعية
بصفتها متحدثةً مدعوةً إلى العديد من الجامعات في أمريكا الشمالية، سافرت مورغان - كمنظة ومتحدثة وصحفية - عبر أمريكا الشمالية وأوروبا والشرق الأوسط إلى أستراليا والبرازيل ومنطقة البحر الكاريبي وأمريكا الوسطى والصين وإندونيسيا وإسرائيل واليابان ونيبال ونيوزيلندا ودول جزر المحيط الهادئ والفلبين وجنوب إفريقيا. كانت أيضاً أستاذة زائرة أو باحثة مقيمة في مجموعة متنوعة من المؤسسات الأكاديمية. كانت ضيف كرسي الدراسات النسوية في كلية نيو فلوريدا في عام 1971؛ وأستاذة زائرة في مركز التحليل النقدي للثقافة المعاصرة في جامعة روتجرز في عام 1987؛ وباحثة زائرة متميزة في مقر الدراسات الأدبية والثقافية بجامعة كانتربري، كرايستشيرش، نيوزيلندا في عام 1989؛ وأستاذة زائرة مقيمة في جامعة دنفر، كولورادو في عام 1996؛ وأستاذة زائرة في مركز التوثيق الخاص بالمرأة في جامعة بولونيا، إيطاليا، في عام 1996. [6] حصلت على درجة الدكتوراه الفخرية في الآداب الإنسانية من جامعة كونيتيكت في ستورز في عام 1992. تم حفظ أوراق روبن مورغان، وهي مجموعة توثق الجوانب الشخصية والسياسية والمهنية لحياة مورغان، في مركز سالي بينغهام لتاريخ وثقافة المرأة في جامعة ديوك. يرجع تاريخها لأربعينيات القرن الماضي حتى الوقت الحاضر.

## حياتها الخاصة
نشأت روبن مورغان في نيويورك، أولاً في ماونت فيرنون، ثم في مانهاتن، في سوتون بليس. تخرجت من مدرسة ويتير في ماونت فيرنون، في عام 1956، وتعلمت من القطاع الخاص حتى عام 1959. نشرت أول شعر جديّ لها في المجلات الأدبية في سن السابعة عشر. 
تعيش روبن مورغان اليوم في مانهاتن. بليك مورغان، ابنها من زوجها السابق كينيث بيتشفورد، هو موسيقي وفنان تسجيل، ومؤسس شركة التسجيلات الموسيقية ECR Music Group ومقرها نيويورك.
في أبريل 2013، أعلنت مورغان أنه تم تشخيصها بمرض الشلل الرعاش (باركنسون)، حيث تحدثت عن تشخيصها بالمرض في برنامجها الإذاعي «WMCمباشرةً مع روبن مورغان،» وكشفت أنه تم تشخيصها بالمرض في عام 2010، ولكن طبيعة حياتها كانت حتى ذلك الوقت «طبيعية.» منذ تشخيصها، أصبحت مورغان نشطة مع مؤسسة مرض باركنسون (PDF)، واستكملت التدريب لتصبح جزءً من مبادرة دعاة البحوث في مرض باركنسون التابعة للمنظمة.

## مؤلفاتها الشعرية
- 1972: وحش
- 1976: آنسة الوحوش: قصائد
- 1981: فوائد الموت: كتيب صغير
- 1982: عمق الإدراك: قصائد جديدة وقناع
- 1999: يناير الحار: قصائد 1996-1999
- 1990: الطابق العلوي في الحديقة: قصائد مختارة وجديدة

## وصلات خارجية
- روبن مورغان على موقع IMDb (الإنجليزية)

- الموقع الرسمي